# Cortes Catalãs

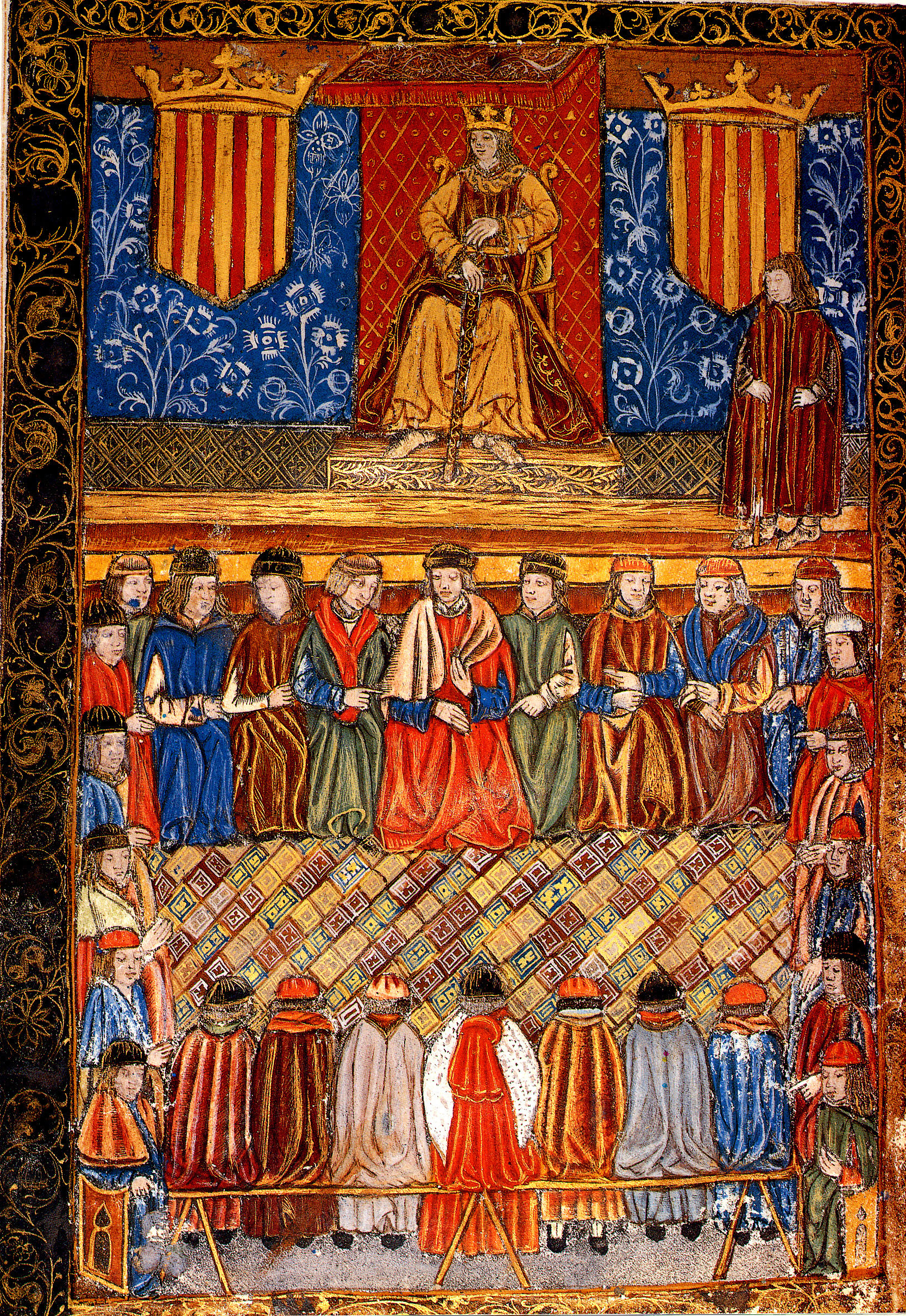
Fernando II de Aragão, em seu trono, ladeado por dois escudos com o emblema real. Frontis de um 1495 edição das Constituições Catalãs.

As Cortes Catalãs ou Corte Geral da Catalunha (em catalão:  Corts Catalanes ou Cort General de Catalunya) foram o corpo parlamentar do Principado da Catalunha do século XIII ao século XVIII. As Cortes foram compostas de três braços ou estados: o braço militar, que incluiu representantes da nobreza, o braço eclesiástico, que incluiu os representantes da hierarquia religiosa e o braço real, que contou com representantes dos municípios. As Cortes foram chamadas pelo rei, que abriu com uma proclamação real, enquanto os braços estavam encarregados de legislar, sempre com o apoio do soberano. Se as leis que foram aprovadas vieram do rei receberam o nome de "Constituições", se elas vieram dos braços, "Capítulos de Corte". Se o rei aprovou uma lei unilateralmente, foi chamada de "Atos de Cortes" e requerida a ratificação da Corte.
Ao contrário  das Cortes de Castela, que funcionaram apenas como um órgão consultivo ao qual o rei concedia privilégios e isenções, as Cortes Catalãs foram um órgão regulador. As suas decisões tinham força de lei, no sentido de que o rei não pode, unilateralmente, revogá-las. É comparável a instituições semelhantes em toda a Europa, tais como o Parlamento da Inglaterra e as dietas (em alemão:  Landtage) dos länder alemães.
As Cortes Gerais da Coroa de Aragão foram uma chamada conjunta das Cortes de Aragão, Valência, e da Catalunha. O Reino de Maiorca não convocou Cortes e, assim, enviaram seus representantes para as Cortes do Principado. Como as Cortes não poderiam ser mantidas fora de Aragão nem Principado, elas eram freqüentemente realizadas em Monzón ou em Fraga, cidades de  Aragão equidistantes entre  Saragoça e Barcelona.

## História

### Origem
A história das Cortes Catalãs está localizada na Cort Comtal (cerca do ano 1000) e nas reuniões de Paz e Trégua que a partir de 1021 reuniram-se para discutir e acordar sobre a terminação da guerra e da violência feudal.
A primeira Corte data de 1192, o ano em que o povo participou pela primeira vez da reunião da Paz e da Trégua. Aqueles de 1214 foram convocadas pelo legado papal, o Cardeal Pietro di Benevento no Castelo de la Suda em Lleida e respondeu à necessidade de se corrigir a situação confusa no país após a morte do Rei Pedro de Aragão, na Batalha de Muret e o início do reinado de seu filho de Jaime I, que tinha apenas seis anos de idade. O novo rei de Aragão tomou o seu juramento antes de prelados e magnatas da cúria real, representantes de cidades e aldeias. Na época de Jaime I (1208-1276), elas se reuniram convocado pelo rei como representação das classes sociais da época.

### Cortes regulamentadas
Sob o reinado de Pedro o Grande (1276-1285), as Cortes Catalãs tomaram forma institucional.

#### Cortes de 1283
Nas Cortes de Barcelona, realizado em 1283, o rei foi forçado a realizar uma Corte Geral uma vez por ano, com a participação representativa do tempo, para discutir o bem do estado e a reforma da terra. O próprio rei declarou: «...si nós i els successors nostres volem fer alguna constitució o estatut a Catalunya, els sotmetrem a l'aprovació i consentiment dels Prelats, dels Barons, dels Cavallers i dels Ciutadans...». (Tradução do catalão: "se nós e nossos sucessores quer fazer uma constituição ou estatuto na Catalunha, vamos submetê-los à aprovação e consentimento dos prelados, barões, cavaleiros e os cidadãos ...").

#### Cortes de 1289

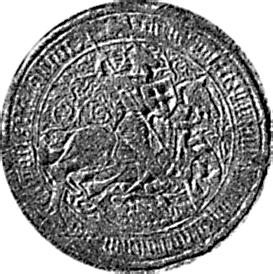
Sinete da Generalidade do Principado da Catalunha, em finais do século XV que representa o seu patrono, tendo o escudo da Cruz de São Jorge, que foi o blason da Generalidade da Catalunha. Na legenda: S(igillum): CORTIUM: ET: PARLAMENTORUM: GENERALIUM: PRINCIPATUS: CATHALONIE (Selo dos Tribunais e o Parlamento do Principado da Catalunha)

Nas Cortes realizados em Monzón em 1289, uma Delegação da Corte Geral foi nomeada como um conselho permanente para recolher o "serviço" ou tributo que os braços concedidas ao rei, a seu pedido. Mais tarde, isso daria origem à Generalidade da Catalunha, no século XIV. Sua regulamentação também foi usada para criar no século XV a Generalidade Valenciana.

#### Cortes de 1358
O Parlamento da 1358-1359, realizado em Barcelona, Vilafranca del Penedès e Cervera sob o rei Pedro IV, Castela invadiu Aragão e Valência. Isso causou uma série de conflitos armados que resultou em despesas consideráveis para a Coroa de Aragão. Esta circunstância levou as Cortes para nomear doze deputados com o poder executivo em matéria de fiscalidade e alguns "oïdors de comptes" que controlava a administração, sob a autoridade de Berenguer de Cruïlles, bispo de Girona, que é considerado como o primeiro Presidente da Generalidade.

#### Cortes de 1429
As Cortes Catalãs são convocadas em Tortosa por Afonso V de Aragão e celebraram-se entre 1429 e 1430. Era Presidente da Generalitat de Catalunya Domènec Ram.
Em 1429, o rei Afonso V de Aragão entrou em guerra com Castela pela defesa dos direitos dos seus irmãos, os Infantes de Aragão, João II de Aragão e Henrique I de Ampúrias. As Cortes, reticentes em atender a petição de apoio económico do rei, inclinaram-se a negociar as propostas do rei João II de Castela. O interesse em continuar com a campanha italiana e com esta falta de apoio das Cortes forçariam, mais tarde, a que Afonso aceitasse a paz, com o tratado de Majano (Sória), assinado em 16 de Julho em 1430.
Tal como tinham feito com o seu antecessor, o rei Fernando I de Aragão, nas Cortes de Barcelona de 1413, em pleno conflito agrário com os camponeses, os senhores catalães pressionaram pela proibição de movimentos organizados de protesto e pela continuidade dos seus tributos, declarando que "os camponeses tinham de continuar a viver como o tinham feito sempre e que não tinham direito a proclamar a sua liberdade", em sintonia com a Igreja, que achava que os camponeses tinham de continuar a pagar os mesmos direitos que pagavam antes da "injusta demanda de liberdade".

### História moderna
Em 1519, as Cortes reuniu-se em Barcelona, para reconhecer o primeiro monarca comum das coroas de Castela e Aragão, -Carlos I, e para discutir a concessão de assistência financeira para a Corte real. Foi durante a estadia do rei em Barcelona que ele recebeu a notícia de que foi eleito imperador do Santo Império Romano sob o nome de Carlos V.
Durante o período dos Austríacos, as Cortes foram convocadas menos e menos porque representaram um freio do poder absoluto do rei. Portanto, a Generalidade, como órgão responsável por garantir a conformidade com as constituições da Catalunha, ganhou força e destaque.
A última Corte Geral da Catalunha, realizada em 1705-1706 em Barcelona, que, segundo o historiador Joaquim Albareda, representou um importante avanço na garantia dos direitos civis e políticos (por exemplo, que institui o sigilo de correspondência), enquanto ao mesmo tempo elas consolidado muitas das reformas constitucionais, das últimas Cortes (1701-1702), tais como o Tribunal de Contravenções (em catalão: Tribunal de Contrafaccions), criado no fim de assegurar a aplicação das constituições e resolver e julgar qualquer ato (incluídas as realizadas pelo rei ou seus agentes) contrário à legislação catalã.

### Extinção na sequência dos Decretos do Novo Plano (1714-16)
Esta instituição desapareceu, assim como as outras instituições e a maioria da legislação da Catalunha, após o fim da Guerra da Sucessão em 1714, pelo Decretos do Novo Plano criados pelo novo rei de Espanha, Filipe V.
O atual Parlamento da Catalunha, órgão legislativo do governo autónomo catalão, é considerado o histórico sucessor desta instituição.